# Luciano Federico
Luciano Federico (Sanremo, 28 agosto 1968) è un attore e autore teatrale italiano.

## Biografia
Muove i primi passi al Laboratorio teatrale che Diego Pesaola teneva a Sanremo e Imperia. Nel 1988 studia al Laboratorio di esercitazioni sceniche di Gigi Proietti.
Il primo ruolo importante al cinema è del 1992, nel film di Pupi Avati Fratelli e sorelle, in cui interpreta il figlio maggiore di Anna Bonaiuto che cerca di tenere unita la famiglia protagonista. Poi al fianco di Simona Cavallari in Per amore o per amicizia, fiction in quattro puntate; quindi ancora cinema in Padre e figlio dove ha lavorato al fianco di Michele Placido.
Del 1995 è la sua partecipazione alla terza serie della fiction di Rai2 I ragazzi del muretto, per la prima volta in un ruolo televisivo di primo piano.
Nel 1996 è protagonista del film ispirato alla vicenda del mostro di Foligno, dove interpreta Stefano Spilotros, un giovane dalla personalità complessa che si autoaccusò dei terribili omicidi avvenuti nella cittadina umbra.
Nel 1998, dopo vari ruoli minori, è coprotagonista, al cinema, di Radiofreccia, primo film di Luciano Ligabue. Nel film interpreta Bruno Iori, il fondatore della radio libera (chiamata prima Radio Raptus e poi Radiofreccia) intorno a cui ruotano tutte le avventure dei ragazzi, compreso Ivan (Freccia) (Stefano Accorsi). Nel 2000 è nel cast di Fughe da fermo
Nel 2001 è suo un ruolo importante in Senza filtro, film progetto degli Articolo 31 a cui partecipa anche, tra gli altri, Cochi Ponzoni.
Ottiene anche una parte nel film The Passion di Mel Gibson.

## Autore
Lavora come autore e regista accanto al direttore d'orchestra Ezio Bosso, al cantautore Ligabue, a Enrico Brignano a cui lo lega tuttora un forte sentimento di amicizia, nonché un lungo sodalizio professionale nei suoi spettacoli teatrali in tour e in programmi televisivi (Evolushow, Evolushow 2.0, Innamorato Perso, Un'ora sola vi vorrei, Enricomincio da me).

## Filmografia
Attore
- Fratelli e sorelle, regia di Pupi Avati (1992)
- Ambrogio, regia di Wilma Labate (1992)
- Padre e figlio, regia di Pasquale Pozzessere (1994)
- La classe non è acqua, regia di Cecilia Calvi (1995)
- Naja, regia di Angelo Longoni (1997)
- Un paradiso di bugie, regia di Stefania Casini (1997)
- Radiofreccia, regia di Luciano Ligabue (1998)
- Un amore, regia di Gianluca Maria Tavarelli (1999)
- Malèna, regia di Giuseppe Tornatore (2000)
- Fughe da Fermo, regia di Edoardo Nesi (2000)
- L'ultima lezione, regia di Fabio Rosi (2001)
- Senza filtro, regia di Mimmo Raimondi (2001)
- Il diario di Matilde Manzoni, regia di Lino Capolicchio (2002)
- Forse sì... forse no..., regia di Stefano Chiantini (2002)
- Il segreto del successo, regia di Massimo Martelli (2003)
- The Passion, regia di Mel Gibson (2004)
- Una piccola storia, regia di Stefano Chiantini (2007)

Sceneggiatore
- Poker Generation, regia di Gianluca Mingotto (2012)

## Televisione
Attore
- I ragazzi del muretto, regia di Gianfrancesco Lazotti (1995)
- Avvocati, regia di Giorgio Ferrara (1996)
- Distretto di Polizia 2, regia Antonello Grimaldi – serie TV, episodio 2x03 (2001)
- Le stagioni del cuore, regia di Antonello Grimaldi (2003)

Autore
- Colorado Café Live (Italia 1, 2007)
- X Factor (Rai 2, 2008) - prima edizione
- Concerto Primo Maggio, regia di Cristiano D'Alisera (Rai 3, 2017)
- Che storia è la musica (Rai 3, 2019) - speciale di Ezio Bosso
- Un'ora sola Vi vorrei (Rai 2, 2020-2022) - 4 edizioni
- Ligabue - È andata così - docu-serie con Luciano Ligabue  (RaiPlay, 2021) - 6 episodi
- Only Fun – Comico Show (Nove, 2022-in corso) - 3 edizioni
- Fake Show - Diffidate delle imitazioni (Rai 2, 2023)
- Enricomincio da me, regia di Stefano Vicario (Rai 2, 2024)

## Teatro
Autore
- Evolushow (2015)
- Evolushow 2.0 (2016)
- Innamorato Perso (2018)
- Enricomincio da me unplugged (2017-2024)
- Finchè social non ci separi, regia di Angelo Raffaele Pisani e Katia Follesa (2019)
- Finche' social non ci separi, regia di Angelo Raffaele Pisani (2021)
- Scomodo. Vite di uomini, mariti e padri, regia di Angelo Raffaele Pisani (2023)
- Lo chiamavano Scintilla (2023) con Gianluca Fubelli
- Ti Posso Spiegare!, regia di Angelo Raffaele Pisani e Katia Follesa (2023-2024)

## Libri
- Colorado world: i comici, le battute, i tormentoni, la storia (con Cristiano Fantechi), Milano, Sperling & Kupfer, 2010. ISBN 9788820049423
- The Thunderbird (2022) - romanzo